# Reidunn Laurén
Reidunn Märta Birgitta Laurén, född Svedbergh 11 augusti 1931 i Östersunds församling i Jämtlands län, död 15 augusti 2022 i Bromma distrikt i Stockholms län, var en svensk jurist som var biträdande justitieminister (opolitisk) i Bildtregeringen 1991–1994. Hon var regeringsråd 1987 och 1990–1991, ordförande i Arbetsdomstolen 1987–1990 och kammarrättspresident i Kammarrätten i Stockholm 1994–1997.

## Biografi
Efter studentexamen vid Östersunds högre allmänna läroverk 1950 studerade Laurén vid Uppsala universitet och avlade där 1954 juris kandidatexamen. Efter tingstjänstgöring 1962–1965 arbetade hon först vid en advokatbyrå i Östersund och anställdes 1967 vid Länsstyrelsen i Jämtlands län. Hon slog därefter in på domarbanan och blev fiskal vid Kammarrätten i Stockholm 1969, regeringsrättssekreterare 1972, tjänstgjorde som sekreterare i 1972 års skatteutredning 1972–1976, var föredragande i riksdagens socialutskott 1976–1978, sakkunnig i Arbetsmarknadsdepartementet 1978–1980, utnämndes till kammarrättsråd 1980 och var expeditionschef i Bostadsdepartementet 1980–1987. Reidunn Laurén utnämndes 1987 till regeringsråd men tillträdde samma år som ordförande i Arbetsdomstolen, vilket hon var till 1990 då hon åter blev regeringsråd.
Vid regeringsskiftet 1991 blev Reidunn Laurén opolitisk biträdande justitieminister med ansvar för civilrättsliga och konstitutionella frågor i den nya borgerliga regeringen som satt 1991–1994. Därefter var hon kammarrättspresident i Kammarrätten i Stockholm 1994–1997. Hon har också varit  ordförande i styrelsen för Stiftelsen Sophiahemmet.
Laurén avlade filosofie kandidatexamen i idéhistoria och teoretisk filosofi 2009.
År 2000 tilldelades hon H.M. Konungens medalj i 12:e storleken i serafimerordens band.